# Torleiv Corneliussen
Torleiv Schibsted Corneliussen (Oslo, 25 de julho de 1890 — 29 de abril de 1975) foi um velejador norueguês, campeão olímpico. Ele competiu nos Jogos Olímpicos de Verão de 1912 na classe 8 Metre e conquistou a medalha de ouro na disputa a bordo do Taifun com Thomas Aass, Andreas Brecke, Thoralf Glad e Christian Jebe.